# Jakusima
Jakusima (屋久島) a Rjúkjú-szigetek részét képező Ószumi-szigetek egyik tagja. Körülbelül 500 km² területű. A Vincennes-szoros (Jakusima Kaikjó) választja el Tanegasimától. A sziget legmagasabb pontja a Mijanoura-dake 1935 méter magas.
Jakusima 1993-ban került fel a világörökség listájára. Jakusima Japán legnedvesebb helye. Vannak szárazabb idők is ősszel és télen, míg a heves esőzések nyáron és tavasszal vannak. Ezek az esőzések miatt gyakran keletkezik földcsuszamlás. Japán legdélebbi azon pontja, ahol a hegyekben esik a hó, és gyakran hónapokig meg is marad, miközben az óceán hőmérséklete soha nem csökken 19 °C alá.
A cédrusőserdőt évente 300 000 turista látogatja.
A Honda az FCX hidrogén hajtású autójának a kutatásait a szigeten végezte. 2000-ben a sziget teljes  energiaellátásának közel 30%-at a hidroelektromosság tette ki. A szigeten négy vízi erőmű található, ezek közül három az Anbo folyón. Ez a három adja az előállított energia 99%-át. A két nagyobb erőmű teljesítménye 23 és 32 MW. A harmadik erőmű a föld alatt található, a hegyvidéki szintnél 170 m-rel lejjebb, valamivel a tengerszint fölött. Ez utóbbi a felszínen nem okoz zajterhelést.
A sziget északkeleti felén található a Jakusimai repülőtér.

## Élővilág
A sziget háromnegyed része erdő borította hegyvidék, ahol a mintegy 1900 faj között a jellegzetes japánciprusok (Japánban szugi) és rhododendronok találhatók. A szigeten több ezer fős álcserepesteknős kolónia él; tojásaikat a homokba rakják.

## A populáris kultúrában
- Mijazaki Hajao A vadon hercegnője című animációs filmjében az elvarázsolt erdőhöz Jakusima erdeit vette alapul.
- Mijazaki Hajao Chihiro Szellemországban című filmjében a kazánházi tűz hangját egy atara-gamai agyag kiégető kemencéből vették fel.
- Mijake Eidzsi, David Mitchell number9dream című regényének főszereplője Jakusimából származik.
- A Tekken sorozatban a Devillel való harca után Jun Kazama Jakusimába vonul vissza, hogy megóvja a még  meg nem született fiát. A Tekken 4 vége és a Tekken 5 eleje között Jin visszatér Jakusimába, ahol rémálmok gyötrik, ezzel felszínre hozva benne a démoni gént.
- A Shin Megami Tensei: Persona 3 videójátékban a Kirijo Group Jakusimát használja üdülésre.
- Sootopolis City-t a Pokémon Ruby és Sapphire videójátékokban ezen sziget alapján tervezték.
- Jakusimában játszódik a Kamen Rider Hibiki első két epizódja.